# Potamolejeunea
Potamolejeunea là một chi rêu trong họ Lejeuneaceae.